# KDHR
『KDHR』（くどはる）は、工藤晴香の1枚目のミニアルバム。2020年3月25日に日本クラウンから発売された。

## 概要
- 声優の工藤晴香のメジャーデビューとなる作品である[2][3][4]。工藤が以前から愛聴していたPassCodeの音楽プロデューサー平地孝次が全6曲の作曲・編曲を手がけており、作詞は全て工藤自身が担当している。作風は、エモくてキャッチーなエレクトロニコア路線を追求しながらもバラードや、彼女が好きなヒップホップなどの要素を取り入れたバラエティ豊かなものとなっている。

## 収録曲
1．MY VOICE   (3分41秒)
作詞：工藤晴香    作曲：平地孝次
　　・本作のリードトラックであり、MVが制作された。ロケ地は千葉県市川市にある大慶園にて撮影が行われた。
2．IRON SOUND   (3分50秒) 
作詞：工藤晴香    作曲：平地孝次
3．それぞれのPLANET   (4分12秒)
作詞：工藤晴香    作曲：平地孝次
4．Thunder Beats   (4分16秒)
作詞：工藤晴香    作曲：平地孝次
5．アナタがいるから   (4分42秒)
作詞：工藤晴香     作曲：平地孝次
6．Memory Suddenly   (3分49秒)
作詞：工藤晴香     作曲：平地孝次

## 演奏
- Yoichi：Guitar
- Toshihiro：Bass
- 門脇大輔、藤田弥生：Violin & Viola (#5)